# Brillantaisia pubescens
Brillantaisia pubescens é uma espécie de planta com flor pertencente à família Acanthaceae.
A autoridade científica da espécie é T. Anderson ex Oliv., tendo sido publicada em Transactions of the Linnean Society of London 29: 125–126. 1875.

## Moçambique
Trata-se de uma espécie presente no território moçambicano, nomeadamente em Niassa, Tete, Manica e Sofala e Gaza-Inhambane (regiões como estão definidas na obra Flora Zambesiaca).
Em termos de naturalidade trata-se de uma espécie nativa.